# 438
Het jaar 438 is het 38e jaar in de 5e eeuw volgens de christelijke jaartelling.

## Gebeurtenissen

### Klein-Azië
- De Codex Theodosianus wordt samengesteld en gepubliceerd. Deze verzameling van keizerlijke edicten (16 boeken) sinds de regeringsperiode van Constantijn de Grote, geldt als het belangrijkste Romeinse wetboek tot de Codex Justinianus, en wordt zowel door het West- en Oost-Romeinse Rijk afgekondigd.

### Europa
- Koning Hermeric wordt ernstig ziek en draagt de bestuurstaken over aan zijn zoon Rechila. Hij regeert in Gallaecia (Noord-Spanje) over de Sueben en verdedigt het Suevenrijk tegen de plunderende Visigoten die het gebied binnenvallen.

### Perzië
- Yazdagird II (438-457) volgt zijn vader Bahram V op als zeventiende koning (sjah) van het Perzische Rijk.

## Religie
- Johannes Chrysostomos, postuum in ere hersteld, wordt in Constantinopel herbegraven.
- Het Joodse toegangsverbod tot Jeruzalem wordt opgeheven.

## Overleden
- Bahram V, koning van de Sassaniden (Perzië)